# انیو کولتورتی
انیو کولتورتی (ایتالیایی: Ennio Coltorti؛ زادهٔ ۲۱ مارس ۱۹۴۹) بازیگر، صداپیشه و کارگردان نمایش اهل ایتالیا است.
از فیلم‌هایی که وی در آن نقش داشته‌است، می‌توان به هانیبال اشاره کرد.